# آيك أوفويجبو
آيك أوفويجبو (بالإنجليزية: Ike Ofoegbu)‏ مواليد 9 نوفمبر 1984 في سان أنطونيو، هو لاعب كرة سلة أمريكي. بدأ مسيرته الاحترافية في سنة 2007. يلعب في الدوري التركي لكرة السلة كلاعب وسط. يحمل الرقم 20. يبلغ طوله 6 قدم 8.75 بوصة (2.1 م).

## المسيرة الاحترافية
لعب مع بيونيروس دي كوينتانا رو في موسم 2011–2012، ثم لعب مع كابيتانس دي أرسيبو في سنة 2015، ثم لعب مع مكابي تل أبيب لكرة السلة في موسم 2015–2016.

## روابط خارجية
- آيك أوفويجبو على موقع الاتحاد الدولي لكرة السلة (الإنجليزية)
- آيك أوفويجبو على موقع الدوري الأوروبي لكرة السلة (الإنجليزية)
- آيك أوفويجبو على موقع كرة السلة الأوروبية.كوم (الإنجليزية)
- آيك أوفويجبو على موقع كلية كرة السلة في سبورتس رفرنس.كوم (الإنجليزية)
- آيك أوفويجبو على موقع ريلجم (الإنجليزية)
- آيك أوفويجبو على موقع سبورتس رفرنس (الإنجليزية)